# 大阪朝日新聞
大阪朝日新聞（おおさかあさひしんぶん）は、日本の日刊新聞である『朝日新聞』の西日本地区での旧題。現在の朝日新聞大阪本社版の前身にあたる。略称は大朝（だいちょう）。
1879年1月25日、『朝日新聞』が大阪で創刊された。発行元の朝日新聞社は1888年（明治21年）7月10日に東京へ進出し、『東京朝日新聞』を創刊した。大阪で発行される新聞の題号はその後もしばらく『朝日新聞』だったが、1889年1月3日に『大阪朝日新聞』と改題。この状況は新聞統制により、1940年9月1日に大阪朝日新聞と東京朝日新聞の題号を『朝日新聞』に統一するまで続いた。

## 沿革
| 左：大阪朝日新聞の題字 / 右：朝日新聞大阪（および西部・名古屋）本社版の題字 |  | 左：大阪朝日新聞の題字 / 右：朝日新聞大阪（および西部・名古屋）本社版の題字 |
| 左：大阪朝日新聞の題字 / 右：朝日新聞大阪（および西部・名古屋）本社版の題字 |  |                                                                             |

村山龍平と木村騰らの主唱により1879年（明治12年）に木村平八（騰の父）の出資を得て創設、大阪西区江戸堀南通1丁目に最初の社屋を構えた。木村龍平を社主、土佐出身の津田貞を編集主幹としたが、1881年（明治14年）に村山龍平と上野理一による合資匿名組合の経営となる。
- 1879年1月25日 大阪・江戸堀（現在の大阪市西区江戸堀）で『朝日新聞』創刊。
- 1889年1月3日 大阪本社発行の新聞を『大阪朝日新聞』と改題。
- 1890年 日本で初めて巻取紙方式の輪転機を採用[3]。
- 1904年1月5日 コラム「天声人語」が掲載開始。
- 1915年8月18日 第1回全国中等学校優勝野球大会（現在の全国高等学校野球選手権大会）を開催。
- 1915年10月10日 夕刊の発行を開始。
- 1918年8月25日 白虹事件。
- 1918年 鈴木商店と対立していた三井物産と共謀し、執拗な扇動的報道により焼き討ち事件に発展。
- 1931年（昭和6年） - 大阪・中之島に新本社（後の大阪朝日ビル）が完成し移転。
- 1935年2月 西部本社で発行開始。
- 同年11月25日 名古屋本社で発行開始。
- 1940年9月1日 『東京朝日新聞』と共に『朝日新聞』に改題。

## 名残

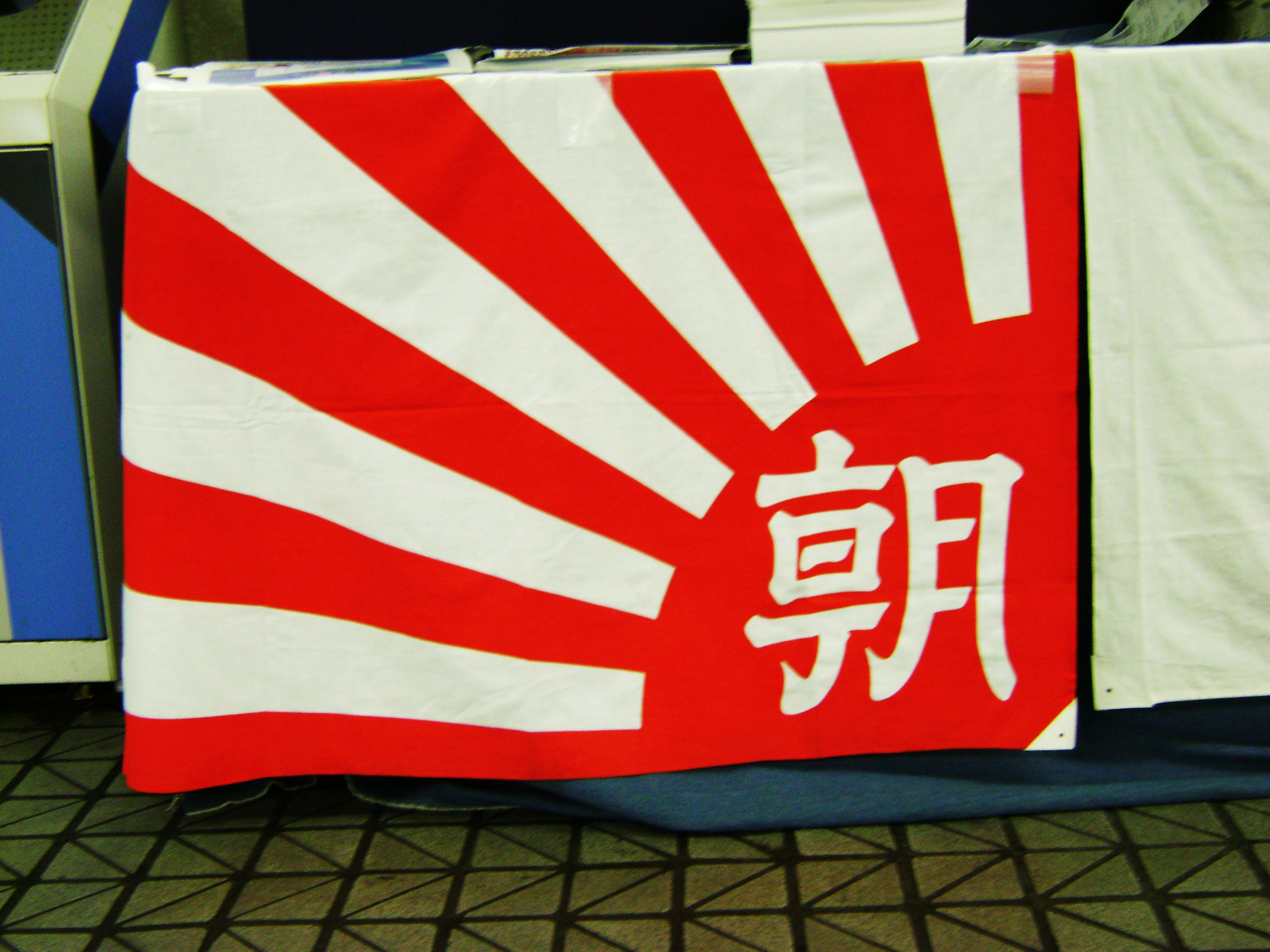
朝日新聞大阪本社の社旗

「朝日」の名は、社史によれば「旭日昇天、万象惟明」の義から太陽の如く偏照のない公明正大さを表徴し、顔真卿の法帖より題字が選定されたとする。一方で上野理一によると「朝日」の由来は、初代編集主幹だった津田貞の提案「毎朝、早く配達され、何よりも早く人が手にするもの」から名付けられたものであり「旭日昇天 万象惟明」は津田の友人らによる後付けであるという（上野理一翁伝）。
題額の地紋の葦は、設立時社員の波部主一の考案により「難波の葦」を表現、大阪をシンボライズしたとされる。
現在も朝日新聞大阪本社版の題字の字模様は葦であり、大阪本社の社旗も朝日が右で左に向かって旭光が出ている意匠となっている（朝日新聞東京本社版の題字の字模様は桜木であり、社旗の意匠も大阪本社とは逆向きになっている）。